# Rue Laromiguière
La rue Laromiguière est une voie située dans le quartier du Val-de-Grâce du 5e arrondissement de Paris.

## Situation et accès
La rue Laromiguière est desservie par la ligne 7 à la station la plus proche, Place Monge.

## Origine du nom
Cette rue rend hommage au philosophe Pierre Laromiguière (1756-1837).

## Historique
En 1605, la voie est appelée « rue du Châtaignier », puis,  en 1635, « rue du Mûrier ».
Cette rue, déjà présente au XVIIe siècle sous le nom de « rue des Poules », prend en 1867 le nom de « rue Laromiguière ».

## Bâtiments remarquables et lieux de mémoire
- No 5 :Les éditions Dunod et les éditions Masson y avaient leur siège. Le site accueille ensuite l'école de mode LISAA.
- No 9 : La villa Laromiguière, une voie privée.
- No 11 : emplacement d’un ancien cimetière protestant dit « cimetière de la rue des Poules », en fonction de 1614 à 1685, il est fermé lors de la révocation de l'édit de Nantes[3].

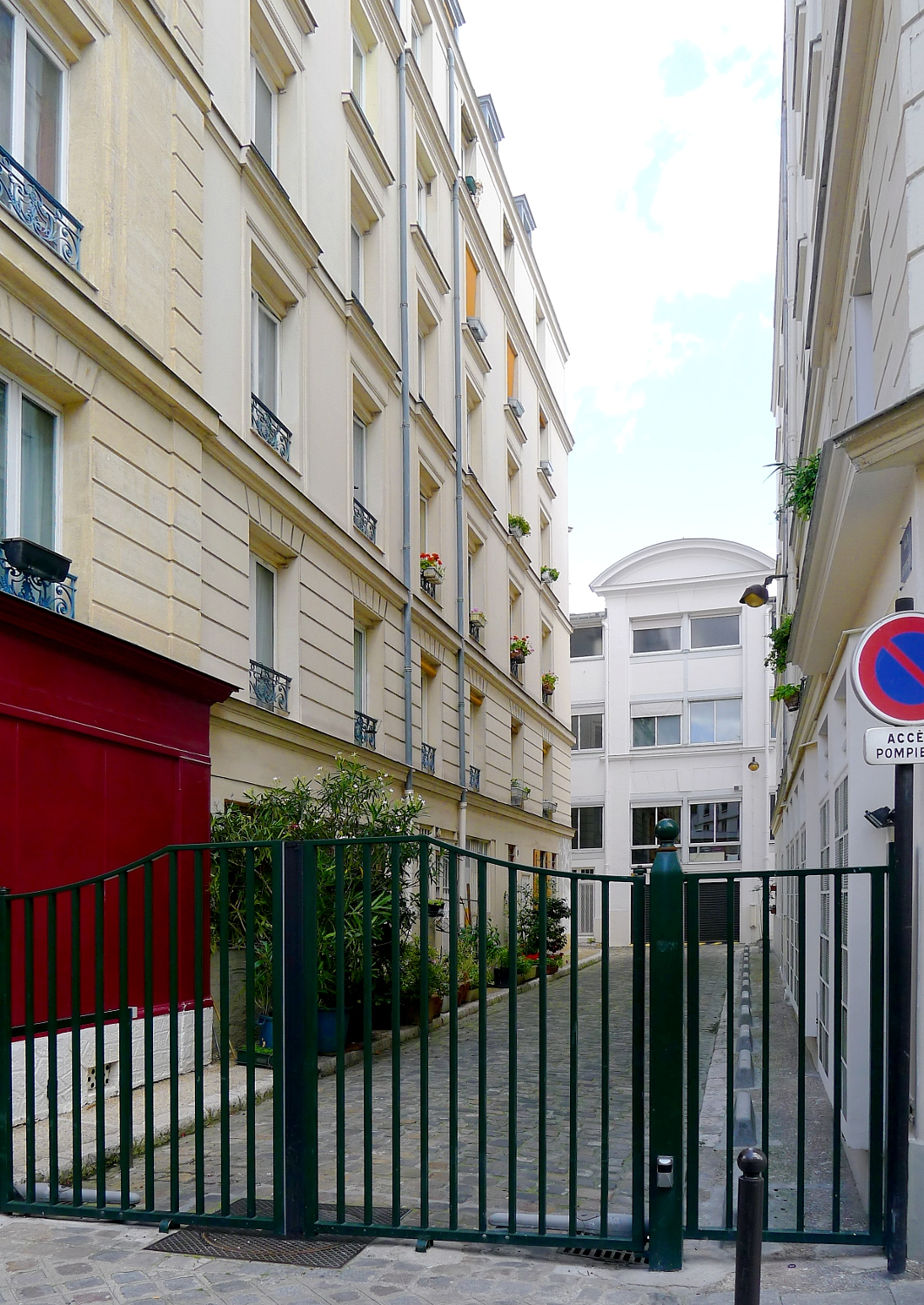
Villa Laromiguière.